# قازان علي
قازان علي هي قرية في مقاطعة أرومية، إيران. يقدر عدد سكانها بـ 73 نسمة بحسب إحصاء 2016.